# Tossavalansaari
Tossavalansaari är en ö i Finland.   Den ligger i kommunen Pieksämäki i den ekonomiska regionen  Pieksämäki ekonomiska region  och landskapet Södra Savolax, i den södra delen av landet, 280 km nordost om huvudstaden Helsingfors. Tossavalansaari ligger i sjön Syvänsijärvi.